# Атланта (футбольный клуб, Буэнос-Айрес)
«Атла́нта» (исп. Club Atlético Atlanta) — аргентинский спортивный клуб из Буэнос-Айреса. Наиболее известен по выступлениям своей футбольной команды, однако в клубе культивируются также мини-футбол, карате, бокс и другие виды спорта.

## История
«Атланта» была основана 12 октября 1904 года. По поводу названия существует две версии. Согласно первой, клуб было решено назвать в честь города Атланта в США, пострадавшего незадолго до того от разрушительного землетрясения. По второй версии, основатели решили взять название первого иностранного корабля, зашедшего в порт Буэнос-Айреса по случаю инаугурации президента Мануэля Кинтаны. Им стал американский военный корабль «Атланта».
В 1912 году «Атланта» впервые пробилась в элиту национальных чемпионатов Аргентины. В 1931 году «Атланта» стала одним из основателей профессиональной Лиги Аргентины. С 1931 по 1984 год клуб принял участие в 45 чемпионатах в Примере.
В 1960 году «Атланта» выиграла Кубок Швеции, названный в честь страны-организатора чемпионата мира. Де-факто это был Кубок Аргентины. В 1969 году «Атланта» дошла до финала, собственно, Кубка Аргентины, где уступила «Боке Хуниорс». На правах финалиста Кубка Аргентины клуб принял участие в розыгрыше международного турнира — Кубка обладателей кубков КОНМЕБОЛ в 1970 году, однако не смог выйти в финал.

Хуан Вольино — лучший бомбардир чемпионата Аргентины 1973 (Насьональ)

В 1973 году «Атланта» добилась высшего достижения в своей истории, выиграв бронзовые медали чемпионата Аргентины (турнир Насьональ). С середины 1980-х годов начался упадок этого самобытного клуба — «Атланта» в основном пребывала в низших дивизионах чемпионата Аргентины. На данный момент выступает в турнире Примера B Насьональ, то есть во втором дивизионе.
На протяжении почти шести десятилетий клуб не имел домашнего стадиона, за что получил прозвище «Богемцы» (в значении скитальцев, не имеющих постоянного дома), как в некоторых странах называют цыган. Это прозвище закрепилось и по отношению к болельщикам команды. Лишь в 1960 году клуб, наконец, обрёл домашнюю арену в самом центре Буэнос-Айреса, в районе Вилья-Креспо. Стадион «Дон Леон Кольбовски» вмещает 34 тыс. зрителей. Неофициально эту арену также называют «Деревянный Монументаль», сравнивая её с крупнейшим и национальным стадионом Аргентины «Монументалем».
В Аргентине «Атланта» считается еврейской командой, поскольку довольно большое число руководителей и игроков команды были аргентинскими евреями. В Вилья-Креспо также проживает достаточно большое число евреев. Самым главным соперником «Атланты» является команда «Чакарита Хуниорс», которая также располагается в районе Вилья-Креспо.

## Достижения
- Бронзовый призёр чемпионата Аргентины (1): Насьональ 1973
- Кубок Швеции (1): 1958/1960[8]
- Финалисты Кубка Аргентины (1): 1969
- Чемпионы Аргентины во Втором Дивизионе (2): 1956, 1983
- Чемпионы Третьего дивизиона (Примера B Метрополитана) (1): 1994/1995

## Известные игроки
- Роке Авальяй (1976)
- Луис Артиме (1959—1961, воспитанник клуба)
- Родольфо Беттинотти (1952—1963, 306 матчей)
- Хуан Бургеньо (1942—1947, чемпион мира 1950 в составе сборной Уругвая)
- Хуан Гомес Вольино (1970—1974, лучший бомбардир в профессиональных чемпионатах — 62 гола)
- Уго Гатти (1962—1964, воспитанник клуба)
- Карлос Григуоль (1957—1965)
- Октавио Диас (1920-е — 1930-е)
- Рикардо Карусо Ломбарди (1984)
- Викторио Кокко (1977)
- Ренато Корси (1990—1993)
- Виктор Паредес (1990—2002, 333 матча)
- Фернандо Патерностер (1919—1921, воспитанник клуба)
- Адольфо Педернера (1947)
- Мигель Анхель Раймондо (1966—1968)
- Франсиско Родригес (1940—1946; 1952, 62 гола)
- Луис Селико (1917—1925)
- Освальдо Субельдия (1958—1959)
- Доминго Тараскони (1921—1922, воспитанник клуба)